# ریهو یوشیکا
ریهو یوشیکا (انگلیسی: Riho Yoshioka؛ زادهٔ ۱۵ ژانویهٔ ۱۹۹۳) بازیگر، مجری رادیو، شخصیت‌های تلویزیونی در ژاپن، صدا پیشه، و خواننده اهل ژاپن است. وی از سال ۲۰۱۳ میلادی تاکنون مشغول فعالیت بوده‌است.
از فیلم‌ها یا برنامه‌های تلویزیونی که وی در آن نقش داشته‌است می‌توان به فوکوشیما ۵۰ اشاره کرد.